# نووه ستاو (استان اشوی‌داشکسیه)
نووه ستاو (به لهستانی: Nowy Staw) یک منطقهٔ مسکونی در لهستان است که در گمینا واگوو (استان اشوی‌داشکسیه) واقع شده‌است. نووه ستاو ۱۸۷ نفر جمعیت دارد.